# Sigismund von Radecki
Sigismund von Radecki (Pseudonym: Homunculus, * 19. November 1891 in Riga; † 13. März 1970 in Gladbeck) war ein deutscher Schriftsteller und literarischer Übersetzer.

## Leben

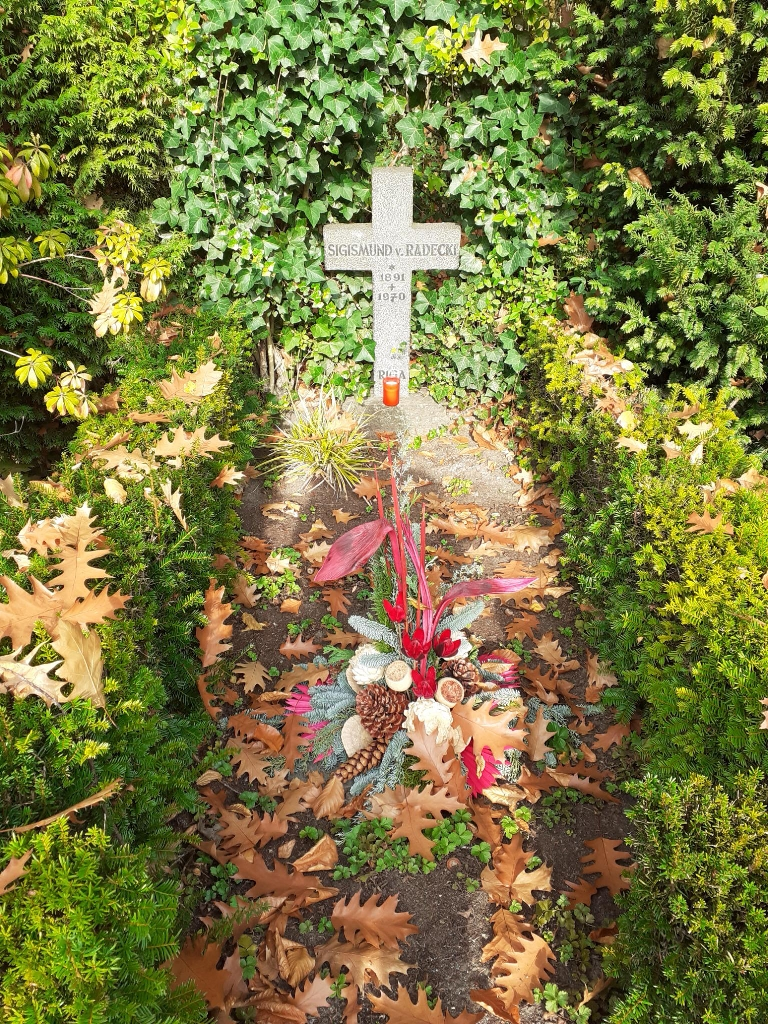
Ehrengrab der Stadt Gladbeck für Sigismund von Radecki (2022)

Sigismund von Radecki entstammte einer deutsch-baltischen Familie. Seine ältere Schwester war die Schriftstellerin Eva von Radecki. Neben dem Deutschen lernte er früh die russische Sprache. Nach Besuch einer Mittelschule in Sankt Petersburg studierte er an der Kaiserlichen Universität Dorpat Mathematik und zusammen mit seinem Bruder Wilhelm an der Bergakademie Freiberg, wo er 1913 die Prüfung zum Diplom-Ingenieur bestand; Studienreisen nach Schweden und Italien. 1914 war er kurzfristig bis zum Kriegsausbruch als Bewässerungs-Ingenieur in Turkestan; nach seiner Rückkehr als Hauslehrer in Russland und Finnland. 1919 kämpfte er in der Baltischen Landeswehr, floh später mit seinem Vater nach Berlin. 1920 – 1923 arbeitete er dort als Elektroingenieur in den Siemens-Schuckert-Werken; Beginn seiner langjährigen Bekanntschaft mit Else Lasker-Schüler. Seit 1922 schriftstellerisch tätig, auch Schauspieler (Theater am Schiffbauerdamm und Volksbühne) und Porträtzeichner (1929 Ausstellung von Zeichnungen zur „Dreigroschenoper“). Eine enge Freundschaft verband ihn mit Karl Kraus; seit 17. Dezember 1924 war er in Wien gemeldet, wo er maßgeblich an dessen Nominierung für den Nobelpreis beteiligt war. 1931 konvertierte der Protestant Radecki unter dem Eindruck der Schriften John Henry Newmans zum Katholizismus. In den 1930er Jahren übersetzte er auch Werke von Ronald A. Knox. Im Herbst 1940 folgte der Umzug von Berlin nach München. Dort stand er in Verbindung zu dem katholischen Philosophen Theodor Haecker und den Geschwistern Scholl; seit Juni 1942 bis zu seiner Flucht im März 1945 Forstaufseher auf Schloss Mellenthin (Insel Usedom). Ab Herbst 1946 lebte er in Zürich. Davor wohnte er bei Milli Bau in Aumühle bei Hamburg. Er starb während eines Aufenthalts in Gladbeck/Westfalen, dem Wohnort der mit ihm langjährig befreundeten Ruth Weilandt-Matthaeus (* 25. Januar 1923 in Wurzen; † 22. November 2005 in Gladbeck), die auch Radeckis Nachlassverwalterin wurde.
Sigismund von Radeckis Werk besteht vorwiegend aus Feuilletons und Essays, die meist auf Alltagsbeobachtungen basieren und häufig humoristischen oder satirischen Charakter haben. In seinen späteren Arbeiten entwickelte Radecki sich zum Kultur- und Zeitkritiker. Daneben ist er als Übersetzer aus dem Russischen und Englischen hervorgetreten.
Sigismund von Radecki erhielt u. a. folgende Auszeichnungen: 1953 die Ehrengabe der Stadt Zürich, 1957 den Literaturpreis der Bayerischen Akademie der Schönen Künste, 1960 die Willibald-Pirckheimer-Medaille, 1962 den Immermann-Preis der Stadt Düsseldorf sowie 1964 den Ostdeutschen Literaturpreis sowie im selben Jahr den Andreas-Gryphius-Preis der Künstlergilde Esslingen e. V.

## Buchpublikationen
- Der eiserne Schraubendampfer Hurricane (1929)
- Nebenbei bemerkt (1936)
- Die Rose und der Ziegelstein. Anekdoten aus aller Welt (1938)
- Die Welt in der Tasche (1938)
- Alles Mögliche (1939)
- Wort und Wunder (1940)
- Wie kommt das zu dem? (1942)
- Rückblick auf meine Zukunft (1943)
- Das müssen Sie lesen! (1946)
- Der runde Tag (1947)
- Über die Freiheit (1950)
- Was ich sagen wollte (1952) – Digitalisat: https://digital.slub-dresden.de/werkansicht/dlf/298830/9
- Wie ich glaube (1953) – Digitalisat:https://digital.slub-dresden.de/werkansicht/dlf/243468/9
- Das ABC des Lachens (1953)
- Ein Zimmer mit Aussicht (1961)
- Die Stimme der Straße. Feuilletons. Hg. und mit einem Nachwort von Hans Dieter Schäfer (Mainzer Reihe, Neue Folge, Band 14). Göttingen: Wallstein, 2014, ISBN 978-3-8353-1513-6.
- Sigismund von Radecki: Lesebuch. Hg. und mit einem Nachwort von Gerd Herholz. Bielefeld: Aisthesis, 2021, ISBN 978-3-8498-1716-9.

## Herausgeberschaft
- Ludwig Speidel: Ausgewählte Schriften, Wedel in Holstein 1947
- Carl Schurz: Lebenserinnerungen, Zürich 1948
- William Shakespeare: Die Lebensalter, Freiburg i. Br. [u. a.] 1964

## Zeitungsartikel
- An die Verlorene (Gedicht), Die Weltbühne, Nr. 19 (1923), 4. Januar 1923, S. 7.
- Romanisches Café (Gedicht), Berliner Tageblatt, Nr. 310, 2. Juli 1924.
- Zum 100. Todestag Puschkins, Frankfurter Zeitung, 10. Februar 1937.
- Wie Kathleen geangelt wurde, Hamburger Nachrichten, Nr. 92, 3. April 1938.
- Wie werde ich Stammkunde, Das Reich, Nr. 33, 17. August 1941.
- Der runde Tag (Schloß Mellenthin gewidmet), Das Reich, Nr. 42, 17. Oktober 1943.
- Der Kanon des russischen Menschen: Zu Puschkins 110. Todestag, Die Welt, 8. Februar 1947, S. 4.
- Die Dummheit ist ein neues Prinzip, Fränkisches Volksblatt Würzburg, Pfingsten (2./3. Juni) 1968.

## Übersetzungen
- Hilaire Belloc: Die Kreuzfahrt der Nona, Olten [u. a.] 1953
- Hilaire Belloc: Die Wiederherstellung des Eigentums, Olten 1948. – Neuauflage: Die Wiederherstellung des Eigentums – Gedanken zur Wiedererlangung der Freiheit (An essay on the restoration of property), Bad Schmiedeberg: Renovamen 2021, ISBN 978-3-95621-151-5
- Willa Cather: Der Tod kommt zum Erzbischof, Zürich 1940
- Anton P. Čechov: Der Bär. Der Heiratsantrag, Stuttgart 1959
- Anton P. Čechov: Der Kirschgarten, Zürich 1964
- Anton P. Čechov: Drei Schwestern, Stuttgart 1960
- Anton P. Čechov: Der Roman mit dem Kontrabaß und andere Erzählungen, München 1953
- Anton P. Čechov: Das weibliche Glück, Zürich 1957
- Der Glockenturm. Russische Verse und Prosa, Zürich 1940
- Nikolaj V. Gogol': Dramatische Werke, Berlin 1943
- Nikolaj V. Gogol': Erzählungen, Berlin 1943
- Nikolaj V. Gogol': Tote Seelen oder Tschitschikoffs Abenteuer, Berlin 1938
- Ronald A. Knox: Psychoanalyse des Struwwelpeters, Hamburg 1993
- Nikolaj S. Leskov: Das Kadettenkloster, Wien 1946
- Nikolaj S. Leskov: Der Springrubel, München [u. a.] 1962
- John Henry Newman: Der wahre Gentleman, in: Hochland 33/1 (1935/6), S. 470f. (aus: John Henry Newman, The Idea of a University).
- Aleksandr S. Puškin: Dramatische Szenen, Berlin-Friedenau 1923
- Aleksandr S. Puškin: Erzählungen, Dessau 1941 (übersetzt zusammen mit Arthur Luther, 1876–1955, und Reinhold von Walter, 1882–1965)
- Wsjewolod Iwanow: Die Wüste Tuub-Koja, in: Erwin Honig (Hg.): Transvaal: Novellen aus dem neuen Russland. Übers. von Erwin Honig, Sigismund von Radecki, Siegfried von Vegesack. Berlin: Neuer Deutscher Verlag 1928, S. 135ff. (Vorwort vom 7. November 1927).